# Puig del Pla de les Pasteres
El Puig del Pla de les Pasteres és una muntanya de 1.894 metres que es troba entre els municipis d'Ogassa i de Vilallonga de Ter, a la comarca catalana del Ripollès.
Al cim s'hi troba un vèrtex geodèsic (referència 292082001).